# Culcita macrocarpa
Culcita macrocarpa is een varen uit de familie Culcitaceae, een familie van boomvarens. Het is de enige in Europa voorkomende boomvaren en is vooral te vinden op het Iberisch Schiereiland en op de eilanden van Macaronesië.

## Naamgeving enetymologie
De botanische naam Culcita is afkomstig van het Latijnse 'culcita' (kussen). De soortaanduiding macrocarpa is afkomstig van het Oudgriekse μακρός, makros (groot) en καρπός, karpos (vrucht).

## Kenmerken
Culcita macrocarpa is een terrestrische, groenblijvende varen met een dikke, korte schijnstam en in bundels geplaatste, tot 3,5 m lange, overhangende, glanzend groene, vier- of vijfmaal geveerde en driehoekige bladen.
De sporenhoopjes (sori) zijn niervormig, beschermd door een dekvliesje (indusium), en liggen langs de randen van de deelblaadjes onder de opgerolde bladranden. De sporen zijn rijp van maart tot april.

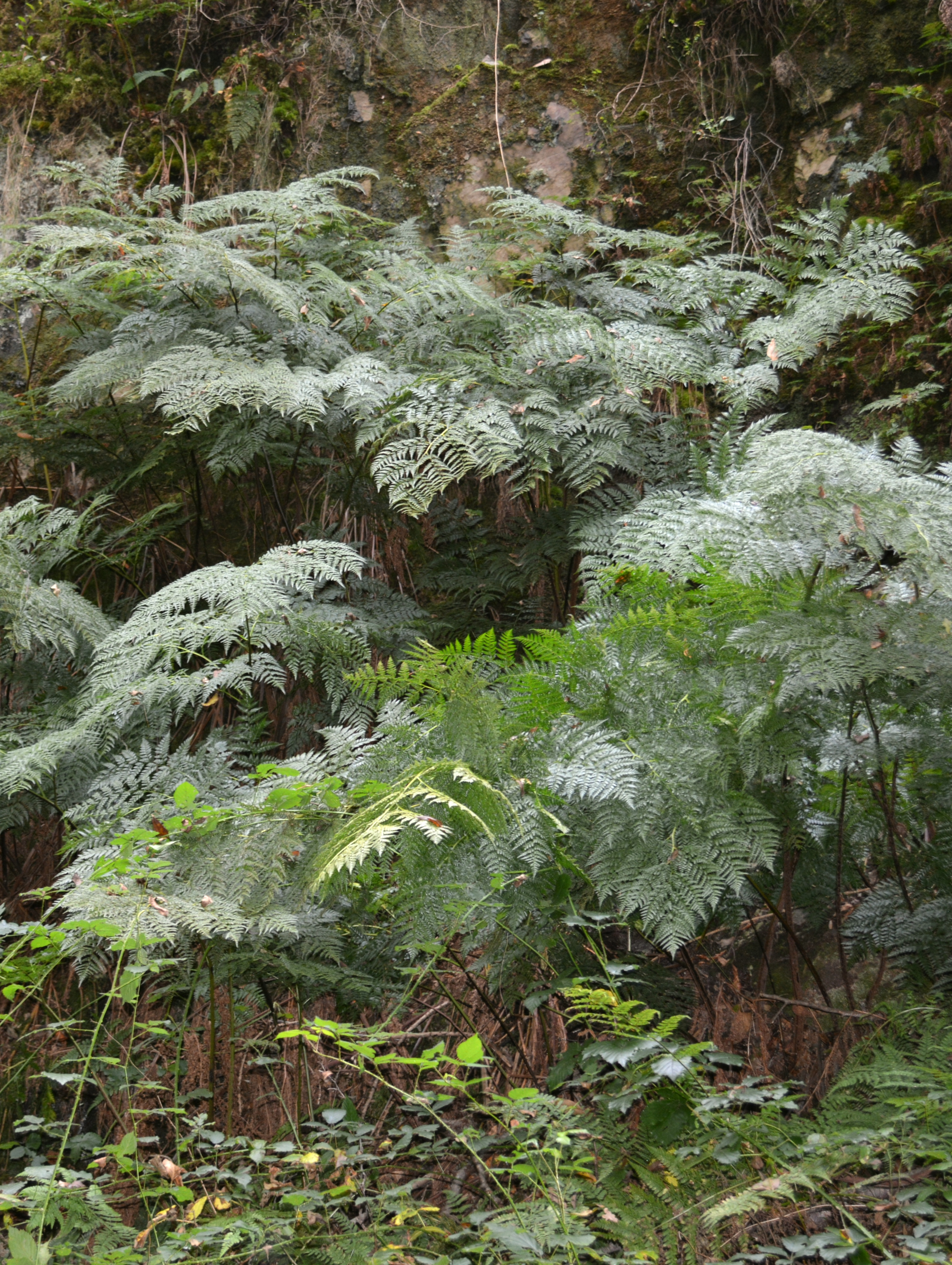
planten
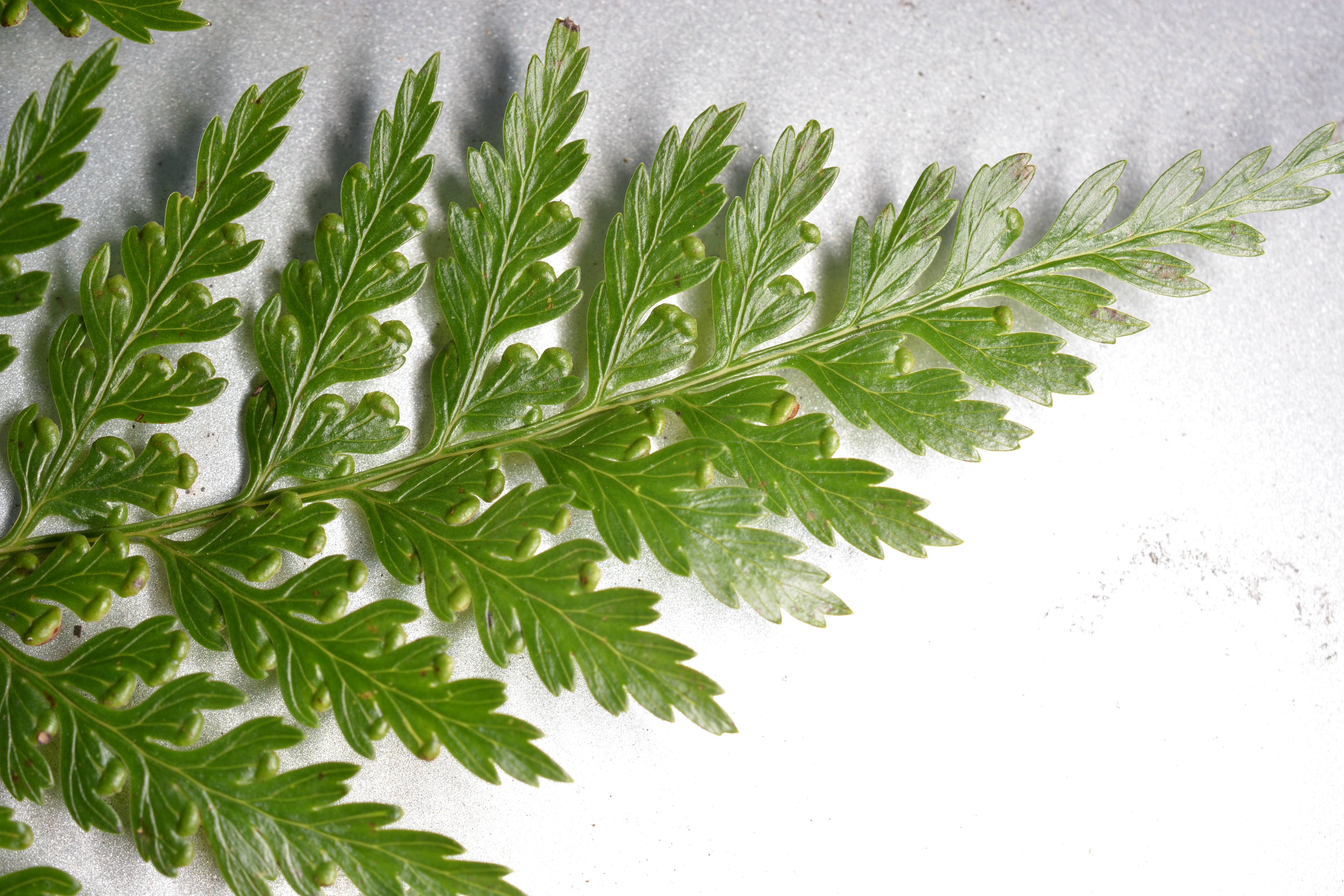
bovenkant bladtop
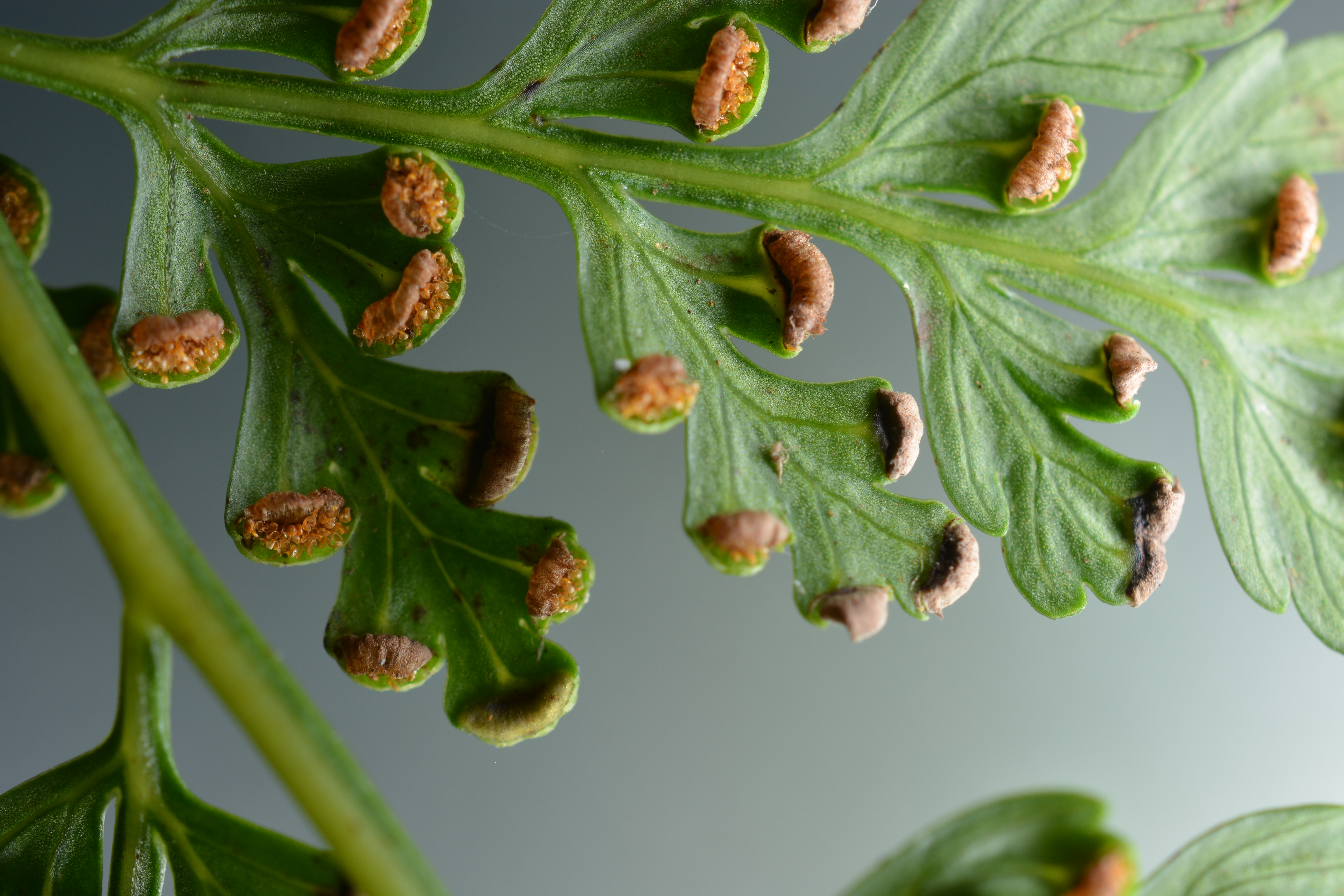
Sori aan de onderkant van het blad

## Habitaten verspreiding
Culcita macrocarpa komt voor langs de Atlantische kusten van Portugal en Spanje en op de eilanden van Macaronesië (Canarische Eilanden, Madeira en de Azoren). Het is een zeldzame soort die schaduwrijke, vochtige loofbossen zoals laurierbossen verkiest en zijn habitat deelt met een andere zeldzame varen, Woodwardia radicans.
Beide worden beschouwd als relictsoorten van de tropische flora die in het Middellandse Zeegebied overheerste tijdens het Tertiair (65,5 tot 2,5 miljoen jaar geleden).

## Verwante en gelijkende soorten
Culcita macrocarpa heeft in Europa geen verwanten en kan door zijn grootte en bladvorm nauwelijks met enige andere varen verward worden.